# Acacia perangusta
Acacia perangusta é uma espécie de leguminosa do gênero Acacia, pertencente à família Fabaceae.